# ロットン・パーク・ロード駅
ロットン・パーク・ロード駅（ロットン・パーク・ロードえき、Rotton Park Road railway station）は、かつてイングランドにあった鉄道駅で、ハーボーン鉄道によって建設され、ロンドン・アンド・ノース・ウェスタン鉄道 (London and North Western Railway, LNWR) によって1874年から1934年まで運用されていた。
この駅の利用圏はバーミンガムのエジバストン地域の一部で、駅はロットン・パーク・ロード (Rotton Park Road) とジロット・ロード (Gillott Road) の交差点の近くに位置していた。
当初は1面1線であったが、運行本数の増加に伴い、1903年に交換線が設けられて島型の1面2線となり、プラットホームへ向かうための跨線橋も設けられた。しかし、20世紀初頭には、道路交通の発達、特にバーミンガム・コーポレーション・トラムウェイズ (Birmingham Corporation Tramways) による路面電車網の発達により、利用する乗客数は減少した。
1934年にハーボーン鉄道は旅客営業を廃止したため駅も廃止された。その後も1963年まで貨物営業が継続されたが、ロットン・パーク・ロード駅の交換線は旅客営業の廃止後程なくして撤去され、棒線化がなされた。今日では跡地にも駅があった痕跡はほとんど残っていない。駅を通過していた線路敷の跡は、ハーボーン自然歩道 (the Harborne Nature Walk) の一部となっている。

## 隣の駅
ハーボーン鉄道（廃線）
ハグリー・ロード駅 - ロットン・パーク・ロード駅 - イックニールド・ポート・ロード駅